# Neydens
Neydens és un municipi francès situat al departament de l'Alta Savoia i a la regió d'Alvèrnia-Roine-Alps. L'any 2007 tenia 1.431 habitants.

## Demografia

### Població
El 2007 la població de fet de Neydens era de 1.431 persones. Hi havia 539 famílies de les quals 124 eren unipersonals (62 homes vivint sols i 62 dones vivint soles), 141 parelles sense fills, 228 parelles amb fills i 46 famílies monoparentals amb fills.
La població ha evolucionat segons el següent gràfic:
Habitants censats

### Habitatges
El 2007 hi havia 633 habitatges, 546 eren l'habitatge principal de la família, 64 eren segones residències i 24 estaven desocupats. 524 eren cases i 108 eren apartaments. Dels 546 habitatges principals, 420 estaven ocupats pels seus propietaris, 111 estaven llogats i ocupats pels llogaters i 14 estaven cedits a títol gratuït; 8 tenien una cambra, 27 en tenien dues, 55 en tenien tres, 116 en tenien quatre i 340 en tenien cinc o més. 496 habitatges disposaven pel capbaix d'una plaça de pàrquing. A 181 habitatges hi havia un automòbil i a 342 n'hi havia dos o més.

### Piràmide de població
La piràmide de població per edats i sexe el 2009 era:
| Homes | Edats   | Dones |
| ----- | ------- | ----- |
| 0     | 95 o +  | 0     |
| 0     | 90 a 94 | 0     |
| 4     | 85 a 89 | 8     |
| 0     | 80 a 84 | 4     |
| 8     | 75 a 79 | 8     |
| 16    | 70 a 74 | 8     |
| 12    | 65 a 69 | 20    |
| 44    | 60 a 64 | 28    |
| 52    | 55 a 59 | 44    |
| 40    | 50 a 54 | 28    |
| 40    | 45 a 49 | 36    |
| 44    | 40 a 44 | 48    |
| 64    | 35 a 39 | 72    |
| 32    | 30 a 34 | 48    |
| 24    | 25 a 29 | 28    |
| 20    | 20 a 24 | 12    |
| 32    | 15 a 19 | 29    |
| 36    | 10 a 14 | 72    |
| 52    | 5 a 9   | 44    |
| 36    | 0 a 4   | 52    |

## Economia
El 2007 la població en edat de treballar era de 981 persones, 745 eren actives i 236 eren inactives. De les 745 persones actives 701 estaven ocupades (380 homes i 321 dones) i 44 estaven aturades (21 homes i 23 dones). De les 236 persones inactives 55 estaven jubilades, 87 estaven estudiant i 94 estaven classificades com a «altres inactius».

### Ingressos
El 2009 a Neydens hi havia 527 unitats fiscals que integraven 1.381 persones, la mediana anual d'ingressos fiscals per persona era de 28.600 €.

### Activitats econòmiques
Dels 71 establiments que hi havia el 2007, 1 era d'una empresa alimentària, 5 d'empreses de fabricació d'altres productes industrials, 14 d'empreses de construcció, 19 d'empreses de comerç i reparació d'automòbils, 1 d'una empresa de transport, 5 d'empreses d'hostatgeria i restauració, 1 d'una empresa d'informació i comunicació, 5 d'empreses financeres, 5 d'empreses immobiliàries, 9 d'empreses de serveis, 1 d'una entitat de l'administració pública i 5 d'empreses classificades com a «altres activitats de serveis».
Dels 21 establiments de servei als particulars que hi havia el 2009, 5 eren tallers de reparació d'automòbils i de material agrícola, 1 taller d'inspecció tècnica de vehicles, 6 paletes, 3 fusteries, 1 lampisteria, 2 restaurants i 3 agències immobiliàries.
Dels 8 establiments comercials que hi havia el 2009, 1 era un supermercat, 1 una botiga de més de 120 m², 1 una botiga de menys de 120 m², 1 una fleca, 2 botigues de mobles, 1 una botiga de mobles i 1 una botiga de material de revestiment de parets i terra.
L'any 2000 a Neydens hi havia 14 explotacions agrícoles que ocupaven un total de 315 hectàrees.

## Equipaments sanitaris i escolars
El 2009 hi havia una escola elemental.

## Poblacions més properes
El següent diagrama mostra les poblacions més properes.